# لونغ وي
لونغ وي (بالصينية: 龙威) (22 يناير 1995 في الصين - ) هو لاعب كرة قدم صيني في مركز الدفاع. لعب مع نادي هينان جيانيي.

## وصلات خارجية
- لونغ وي على موقع قاعدة بيانات كرة القدم.إي يو (الإنجليزية)
- لونغ وي على موقع Soccerway.com (الإنجليزية)